# Warszyn (województwo zachodniopomorskie)
Warszyn (niem. Warsin) – osada w Polsce, położona w województwie zachodniopomorskim, w powiecie stargardzkim, w gminie Dolice, nad Strzelicą (prawym dopływem Płoni), położona 10 km na południowy wschód od Dolic (siedziby gminy) i 30 km na południowy wschód od Stargardu (siedziby powiatu).
W latach 1975–1998 miejscowość położona była w województwie szczecińskim.

## Historia
Miejscowość pierwszy raz była wzmiankowana w 1236, gdy książę wielkopolski Władysław Odonic nadał ją cystersom z Kołbacza. W średniowieczu Warszyn leżał niemalże na granicy Księstwa Pomorskiego z Marchią Brandenburską, nigdy jednak nie stał się własnością Marchii. Na miedziorytowej Wielkiej Mapie Księstwa Pomorskiego Eilhardusa Lubinusa z 1618 miejscowość pozostawała jeszcze w granicach Księstwa, zaznaczona jako Warsin. W 1637 umarł książę Bogusław XIV, wraz z którym wygasła dynastia Gryfitów, panująca przeszło 500 lat na Pomorzu i Warsin przeszedł w ręce szwedzkie. Jednak już po pokoju westfalskim w 1648 Warsin przeszedł we władanie Brandenburgii. Kolejno więc od 1701 i potem od 1871 należał najpierw do Królestwa Prus, potem zaś Cesarstwa Niemieckiego. Od 1945 Warszyn znajduje się w granicach Polski.

## Zabytki
- Kościół z kostki granitowej z XIII w. Portale kościoła wyróżniają się uskokami o ostrołukowych ościeżach. W oknach ściany północnej można oglądać zachowane witraże z XIX w., a na wieży dwa dzwony z XVI w. Niestety z zabytkowego wystroju wnętrza pozostało niewiele, przede wszystkim barokowy ołtarz główny. Organy, ogrzewanie kościelne i część ławek zostały wywiezione do kościoła w pobliskich Pełczycach zaraz po II wojnie światowej. Wieża kościoła zwieńczona jest barokowym hełmem z 8-boczną latarnią. Przy kościele dawny cmentarz otoczony kamiennym, XV-wiecznym murem z ozdobnymi bramkami.
- Zabudowa wsi – forma "ulicówki", dwojaki i czworaki wybudowane niegdyś dla pracowników miejscowego majątku.
- Park krajobrazowy ze zdewastowanymi grobowcami rodziny von Enckevort, ostatnich niemieckich właścicieli folwarku w Warszynie. Wśród nich odnaleźć można nagrobek porucznika Alberta von Enckevort, który zginął 25 października 1917, podczas ofensywy niemieckiej we Francji. Na płycie nagrobnej można odczytać pisane po niemiecku słowa: "Miłość pokona wszystko...". Z innych, poprzednich właścicieli Warszyna znane są także takie rodziny jak: von Brederlow, von Eickstedt, Derling, von Herzberg, czy von Kaeseke.
- XIX-wieczna wieża widokowa z rozebranego, starego pałacu przy drodze do Brzeziny. Istniejący obecnie zabytkowy pałac powstał na początku XX w. w stylu pseudoklasycystycznym, wyremontowany w 1980 i po pożarze w roku 1987 ponownie odbudowany. Zachodnią elewację zdobi trzyosiowy ryzalit, zwieńczony trójkątnym tympanonem zawierającym wizerunek Orła Polskiego i herbu szlacheckiego żony byłego właściciela miejscowości. Tympanon wsparty jest na dwóch kolumnach[3].